# Робоче місце
Робо́че мі́сце — елементарна одиниця виробничої структури, що містить частину простору виробничого підрозділу, яка потрібна для здійснення трудової операції та оснащена матеріально-технічними засобами, що використовуються у процесі праці.

## Види робочих місць
Види робочих місць за способом організації праці:
- просте робоче місце (одна одиниця обладнання, один робітник);
- багатоверстатне робоче місце — один робітник обслуговує декілька видів обладнання, яке зазвичай працює в автоматичному режимі;
- комплексне робоче місце (характерне для неперервних виробничих процесів) — один агрегат чи установка обслуговується бригадою робітників.

Залежно від закріплення за робочим місцем виробничої площі виділяють стаціонарні і рухомі робочі місця. Рухомі робочі місця стосуються таких категорій робітників, як наладчики, ремонтники, транспортні робітники. Виробничі площі їм не виділяються.
За рівнем спеціалізації робочі місця поділяються на спеціалізовані (за робочим місцем закріплюється виконання трьох-п'яти детале-операцій) і універсальні (закріплення детале-операцій або відсутнє, або їх кількість є значною — понад 20).
Залежно від рівня механізації праці виконавців розрізняють три види робочих місць:
1. робочі місця ручної праці, де один або декілька виконавців виконують операції за допомогою різних знарядь праці
2. механізовані робочі місця, де виконавець впливає на предмет праці за допомогою механізованого інструмента або машини, праця котрих визначається і спрямовується робітником
3. автоматизовані робочі місця, де робота здійснюється механізмами, що виконують усі технологічні операції у заздалегідь встановленій послідовності. Роль виконавця тут — регламентувати робочий процес згідно із заданою технологією

## Організація робочого місця
Організація робочого місця — це система заходів щодо його планування, оснащення засобами і предметами праці, розміщення їх в певному порядку. Продуктивність праці робітника залежить і від правильної організації його робочого місця.
Організація робочого місця — сукупність заходів для оснащення робочого місця пристроями і предметами праці та їх розташування в необхідному порядку.
Робоча зона — частина простору робочого місця, обмеженого крайніми точками доступності рук і ніг працюючого із зсувом на 1-2 кроки від умовного центру робочого місця.

### Проектування організації робочого місця
1. Зміст праці (що і за допомогою чого робиться)
2. Технологічні, інформаційні та інші зв'язки
3. Ескіз розміщення устаткування
4. Забезпечення необхідними ресурсами
5. Господарське і технічне обслуговування
6. Кваліфікаційні та освітні вимоги до працівників

### Планування робочого місця
Передбачає раціональне розміщення у просторі матеріальних елементів виробництва, зокрема устаткування, технологічного та організаційного оснащення, а також робітника. Робоче місце має робочу, основну і допоміжну зони. В основній зоні, яка обмежена досяжністю рук людини в горизонтальній і вертикальній площинах, розміщуються засоби праці, що постійно використовуються в роботі. У допоміжній зоні розміщуються предмети, котрі застосовуються рідко.
Механізми, пристрої, інструменти і матеріали на робочому місці розміщують так, щоб під час роботи не доводилось робити зайвих рухів. Ручний інструмент, який беруть правою рукою, повинен лежати справа, а той, що беруть лівою рукою, зліва.
Під час виконання робіт обов'язково слід додержуватись усіх правил техніки безпеки і виробничої санітарії.
Непродумане планування збільшує час виконання конкретної роботи.

### Обслуговування робочого місця
Передбачає своєчасне забезпечення його всім необхідним, включаючи технічне обслуговування (наладку, регулювання, ремонт); регулярну подачу необхідних видів енергії, інформації та витратних матеріалів; контроль якості роботи обладнання, транспортне та господарське обслуговування (прибирання, чистка обладнання тощо).

## Галерея

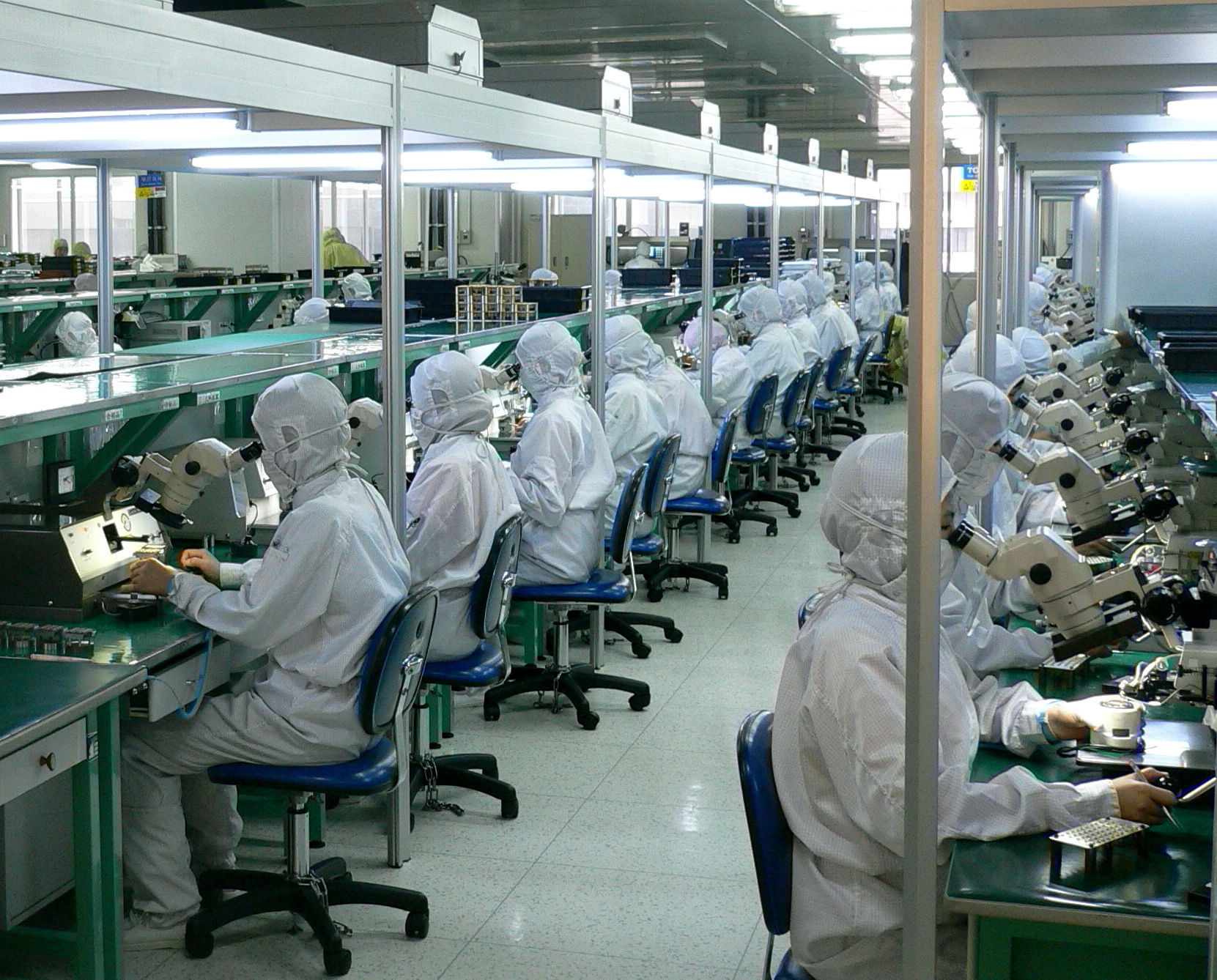
Робоче місце для випробування оптоволокна
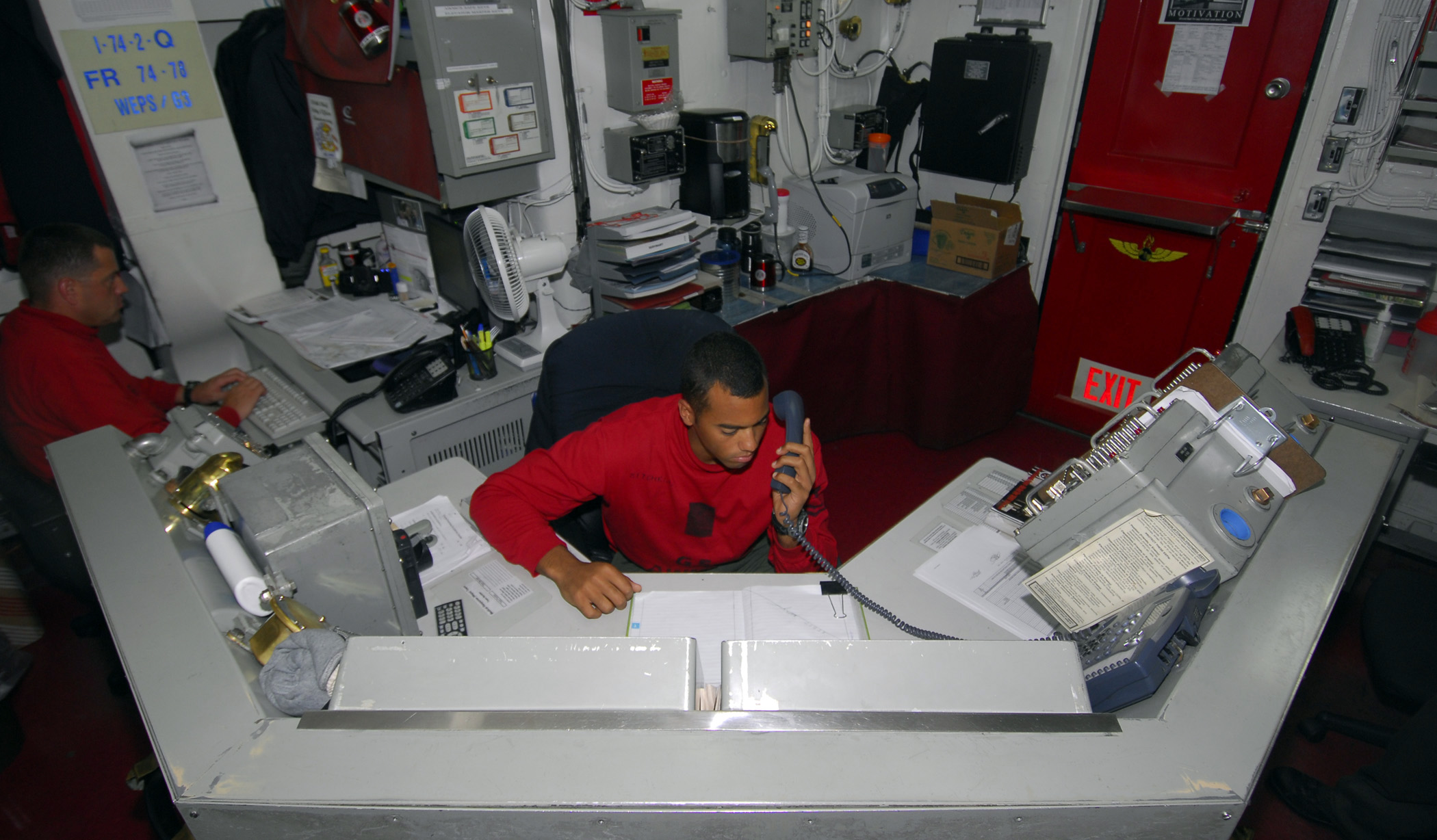
Робоче місце на авіаносці
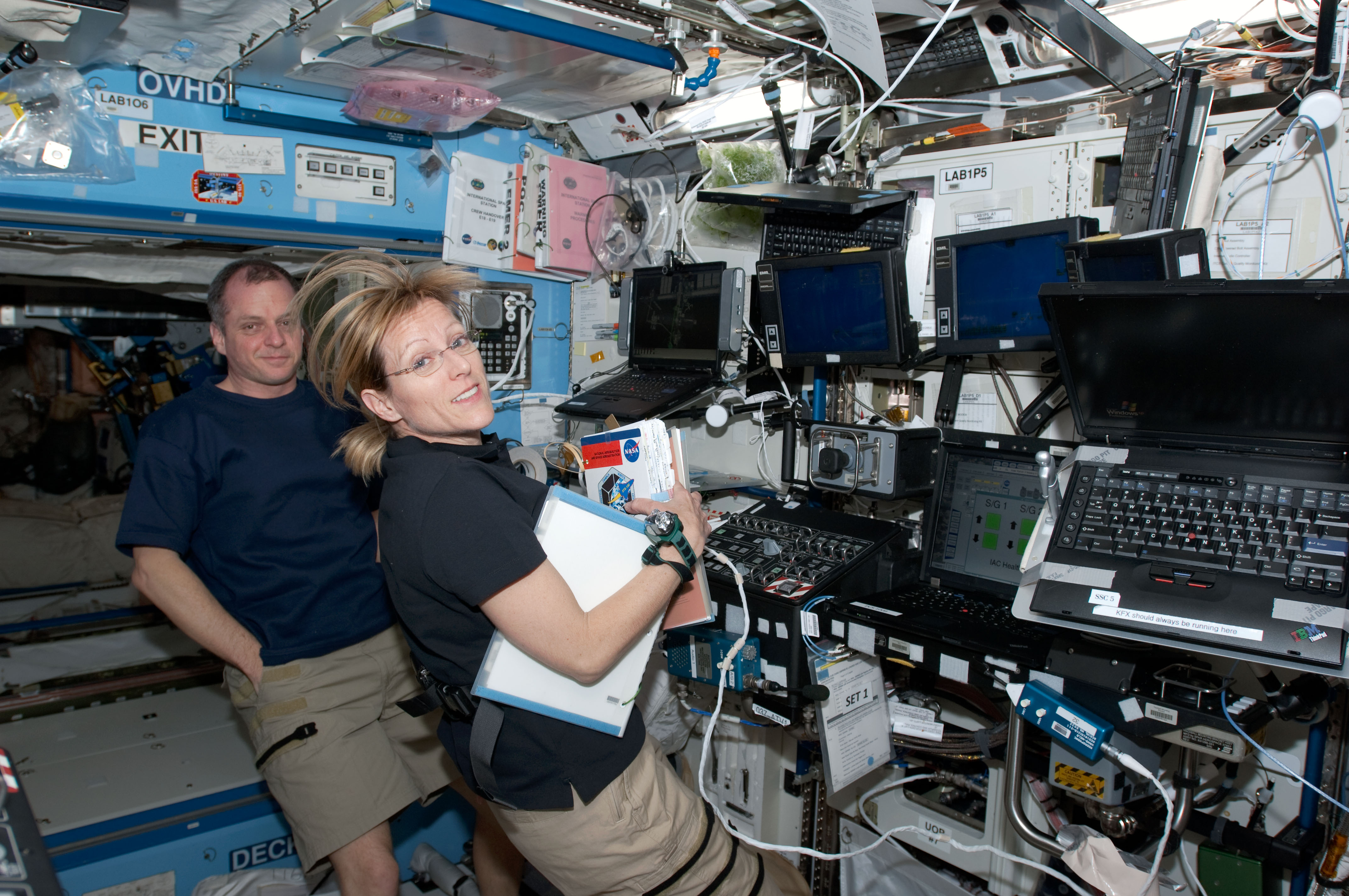
Робоче місце на міжнародній космічній станції